# La Sèrra de Prolha
La Sèrra de Prolha (en francès Lasserre-de-Prouille) és un municipi francès situat al departament de l'Aude i a la regió d'Occitània.